# India a 2016. évi nyári olimpiai játékokon
India a brazíliai Rio de Janeiróban megrendezett 2016. évi nyári olimpiai játékok egyik részt vevő nemzete volt. Az országot az olimpián 15 sportágban 112 sportoló képviselte, akik összesen 2 érmet szereztek.

## Érmesek
| Érem  | Versenyző      | Sportág     | Versenyszám            |
| ----- | -------------- | ----------- | ---------------------- |
| Ezüst | Pusarla Sindhu | Tollaslabda | Női egyes              |
| Bronz | Száksi Malik   | Birkózás    | Női szabadfogás, 58 kg |

## Asztalitenisz
Férfi
| Versenyző           | Versenyszám | Selejtező         | 64-es főtábla                                                    | 48-as főtábla     | 32-es főtábla     | Nyolcaddöntő      | Negyeddöntő       | Elődöntő          | Döntő             | Helyezés |
| Versenyző           | Versenyszám | Ellenfél Eredmény | Ellenfél Eredmény                                                | Ellenfél Eredmény | Ellenfél Eredmény | Ellenfél Eredmény | Ellenfél Eredmény | Ellenfél Eredmény | Ellenfél Eredmény | Helyezés |
| ------------------- | ----------- | ----------------- | ---------------------------------------------------------------- | ----------------- | ----------------- | ----------------- | ----------------- | ----------------- | ----------------- | -------- |
| Szaumjadzsit Ghos   | Egyes       | erőnyerő          | Padasak Tanviriyavechakul (THA) · 8–11, 6–11, 14–12, 6–11, 11–13 | kiesett           | kiesett           | kiesett           | kiesett           | kiesett           | kiesett           | 49.      |
| Csarat Kamal Asanta | Egyes       | erőnyerő          | Adrian Crişan (ROU) · 8–11, 12–14, 11–9, 6–11, 8–11              | kiesett           | kiesett           | kiesett           | kiesett           | kiesett           | kiesett           | 49.      |

Női
| Versenyző    | Versenyszám | Selejtező         | 64-es főtábla                                                      | 48-as főtábla     | 32-es főtábla     | Nyolcaddöntő      | Negyeddöntő       | Elődöntő          | Döntő             | Helyezés |
| Versenyző    | Versenyszám | Ellenfél Eredmény | Ellenfél Eredmény                                                  | Ellenfél Eredmény | Ellenfél Eredmény | Ellenfél Eredmény | Ellenfél Eredmény | Ellenfél Eredmény | Ellenfél Eredmény | Helyezés |
| ------------ | ----------- | ----------------- | ------------------------------------------------------------------ | ----------------- | ----------------- | ----------------- | ----------------- | ----------------- | ----------------- | -------- |
| Manika Batra | Egyes       | erőnyerő          | Katarzyna Grzybowska (POL) · 12–10, 6–11, 12–14, 11–8, 4–11, 12–14 | kiesett           | kiesett           | kiesett           | kiesett           | kiesett           | kiesett           | 49.      |
| Mouma Dász   | Egyes       | erőnyerő          | Daniela Dodean (ROU) · 2–11, 7–11, 7–11, 3–11                      | kiesett           | kiesett           | kiesett           | kiesett           | kiesett           | kiesett           | 49.      |

## Atlétika
Férfi
| Versenyző                                                 | Versenyszám     | Előfutam | Előfutam | Előfutam | Elődöntő | Elődöntő | Elődöntő | Döntő    | Döntő    |
| Versenyző                                                 | Versenyszám     | Idő      | Hely.    | Össz.    | Idő      | Hely.    | Össz.    | Idő      | Helyezés |
| --------------------------------------------------------- | --------------- | -------- | -------- | -------- | -------- | -------- | -------- | -------- | -------- |
| Mohammad Anas                                             | 400 m           | 45,95    | 6.       | 31.      | kiesett  | kiesett  | kiesett  | kiesett  | kiesett  |
| Jinson Johnson                                            | 800 m           | 1:47,27  | 5.       | 25.      | kiesett  | kiesett  | kiesett  | kiesett  | kiesett  |
| Thonakal Gopi                                             | Maraton         |          |          |          |          |          |          | 2:15:25  | 25.      |
| Kheta Ram                                                 | Maraton         |          |          |          |          |          |          | 2:15:26  | 26.      |
| Nitendra Singh Rawat                                      | Maraton         |          |          |          |          |          |          | 2:22:52  | 84.      |
| Ganapathi Krishnan                                        | 20 km gyaloglás |          |          |          |          |          |          | kizárták | kizárták |
| Gurmít Szingh                                             | 20 km gyaloglás |          |          |          |          |          |          | kizárták | kizárták |
| Manish Singh                                              | 20 km gyaloglás |          |          |          |          |          |          | 1:21:21  | 13.      |
| Sandeep Kumar                                             | 50 km gyaloglás |          |          |          |          |          |          | 4:07:55  | 35.      |
| Kunhu Muhammed Mohammad Anas Ayyasamy Dharun Arokia Rajiv | 4 × 400 m váltó | kizárták | kizárták | kizárták |          |          |          | kiesett  | kiesett  |

| Versenyző           | Versenyszám   | Selejtező | Selejtező | Döntő    | Döntő    |
| Versenyző           | Versenyszám   | Eredmény  | Helyezés  | Eredmény | Helyezés |
| ------------------- | ------------- | --------- | --------- | -------- | -------- |
| Ankit Sharma        | Távolugrás    | 767 cm    | 24.       | kiesett  | kiesett  |
| Randzsitt Mahésvari | Hármasugrás   | 16,13 m   | 30.       | kiesett  | kiesett  |
| Vikász Gauda        | Diszkoszvetés | 58,99 m   | 28.       | kiesett  | kiesett  |

Női
| Versenyző                                             | Versenyszám     | Selejtező | Selejtező | Selejtező | Előfutam | Előfutam | Előfutam | Elődöntő | Elődöntő | Elődöntő | Döntő         | Döntő         |
| Versenyző                                             | Versenyszám     | Idő       | Hely.     | Össz.     | Idő      | Hely.    | Össz.    | Idő      | Hely.    | Össz.    | Idő           | Helyezés      |
| ----------------------------------------------------- | --------------- | --------- | --------- | --------- | -------- | -------- | -------- | -------- | -------- | -------- | ------------- | ------------- |
| Dutee Chand                                           | 100 m           | kiemelt   | kiemelt   | kiemelt   | 11,69    | 7.       | 50.*     | kiesett  | kiesett  | kiesett  | kiesett       | kiesett       |
| Srabani Nanda                                         | 200 m           |           |           |           | 23,58    | 6.       | 52.      | kiesett  | kiesett  | kiesett  | kiesett       | kiesett       |
| Nirmala Sheoran                                       | 400 m           |           |           |           | kizárták | kizárták | kizárták | kiesett  | kiesett  | kiesett  | kiesett       | kiesett       |
| Tintu Luka                                            | 800 m           |           |           |           | 2:00,58  | 6.       | 28.      | kiesett  | kiesett  | kiesett  | kiesett       | kiesett       |
| Lalita Babar                                          | 3000 m akadály  |           |           |           | 9:19,76  | 4.       | 7.       |          |          |          | 9:22,74       | 10.           |
| Szudha Szingh                                         | 3000 m akadály  |           |           |           | 9:43,29  | 9.       | 30.      |          |          |          | kiesett       | kiesett       |
| O. P. Jaisha                                          | Maraton         |           |           |           |          |          |          |          |          |          | 2:47:19       | 89.           |
| Kavita Tungar                                         | Maraton         |           |           |           |          |          |          |          |          |          | 2:59:29       | 120.          |
| Khushbir Kaur                                         | 20 km gyaloglás |           |           |           |          |          |          |          |          |          | 1:40:33       | 54.           |
| Sapna Punia                                           | 20 km gyaloglás |           |           |           |          |          |          |          |          |          | nem ért célba | nem ért célba |
| Nirmala Sheoran Tintu Luka M.R. Povamma Anilda Thomas | 4 × 400 m váltó |           |           |           | 3:29,53  | 7.       | 13.      |          |          |          | kiesett       | kiesett       |

| Versenyző     | Versenyszám   | Selejtező | Selejtező | Döntő    | Döntő    |
| Versenyző     | Versenyszám   | Eredmény  | Helyezés  | Eredmény | Helyezés |
| ------------- | ------------- | --------- | --------- | -------- | -------- |
| Manpreet Kaur | Súlylökés     | 17,06 m   | 23.       | kiesett  | kiesett  |
| Szíma Antil   | Diszkoszvetés | 57,58 m   | 20.       | kiesett  | kiesett  |

* - egy másik versenyzővel azonos eredményt ért el

## Birkózás

### Férfi
Kötöttfogású
| Versenyző       | Versenyszám | Selejtező         | Nyolcaddöntő                             | Negyeddöntő       | Elődöntő          | Vigaszág első kör | Vigaszág elődöntő | Bronz- mérkőzés   | Döntő             | Helyezés |
| Versenyző       | Versenyszám | Ellenfél Eredmény | Ellenfél Eredmény                        | Ellenfél Eredmény | Ellenfél Eredmény | Ellenfél Eredmény | Ellenfél Eredmény | Ellenfél Eredmény | Ellenfél Eredmény | Helyezés |
| --------------- | ----------- | ----------------- | ---------------------------------------- | ----------------- | ----------------- | ----------------- | ----------------- | ----------------- | ----------------- | -------- |
| Ravinder Khatri | 85 kg       | erőnyerő          | Lőrincz Viktor (HUN) · 0–9 technikai tus | kiesett           | kiesett           | kiesett           | kiesett           | kiesett           | kiesett           | 20.      |
| Hardeep Singh   | 98 kg       | erőnyerő          | Cenk İldem (TUR) · 1–2                   | kiesett           | kiesett           | kiesett           | kiesett           | kiesett           | kiesett           | 13.      |

Szabadfogású
| Versenyző                | Versenyszám | Selejtező                               | Nyolcaddöntő                | Negyeddöntő       | Elődöntő          | Vigaszág első kör | Vigaszág elődöntő | Bronz- mérkőzés   | Döntő             | Helyezés    |
| Versenyző                | Versenyszám | Ellenfél Eredmény                       | Ellenfél Eredmény           | Ellenfél Eredmény | Ellenfél Eredmény | Ellenfél Eredmény | Ellenfél Eredmény | Ellenfél Eredmény | Ellenfél Eredmény | Helyezés    |
| ------------------------ | ----------- | --------------------------------------- | --------------------------- | ----------------- | ----------------- | ----------------- | ----------------- | ----------------- | ----------------- | ----------- |
| Sandeep Tomar            | 57 kg       | erőnyerő                                | Viktor Lebegyev (RUS) · 3–7 | kiesett           | kiesett           | kiesett           | kiesett           | kiesett           | kiesett           | 15.         |
| Jogesvar Datt            | 65 kg       | Ganzorigiin Mandakhnaran (MGL) · 0–3    | kiesett                     | kiesett           | kiesett           | kiesett           | kiesett           | kiesett           | kiesett           | 21.         |
| Naraszingh Pancsam Jádav | 74 kg       | Zelimkhan Khadijev (FRA) · visszalépett | kiesett                     | kiesett           | kiesett           | kiesett           | kiesett           | kiesett           | kiesett           | helyezetlen |

### Női
Szabadfogású
| Versenyző     | Versenyszám | Selejtező                    | Nyolcaddöntő                   | Negyeddöntő                                 | Elődöntő          | Vigaszág első kör | Vigaszág elődöntő                | Bronz- mérkőzés                 | Döntő             | Helyezés |
| Versenyző     | Versenyszám | Ellenfél Eredmény            | Ellenfél Eredmény              | Ellenfél Eredmény                           | Ellenfél Eredmény | Ellenfél Eredmény | Ellenfél Eredmény                | Ellenfél Eredmény               | Ellenfél Eredmény | Helyezés |
| ------------- | ----------- | ---------------------------- | ------------------------------ | ------------------------------------------- | ----------------- | ----------------- | -------------------------------- | ------------------------------- | ----------------- | -------- |
| Vinesh Phogat | 48 kg       | erőnyerő                     | Emilia Vuc (ROU) · 11–0        | Szun Jen-an (Sun Yanan) (CHN) · 1–2 feladta | kiesett           | kiesett           | kiesett                          | kiesett                         | kiesett           | 10.      |
| Kumari Babita | 53 kg       | erőnyerő                     | María Prevolaráki (GRE) · 1–5  | kiesett                                     | kiesett           | kiesett           | kiesett                          | kiesett                         | kiesett           | 13.      |
| Száksi Malik  | 58 kg       | Johanna Mattsson (SWE) · 5–4 | Mariana Cherdivara (MDA) · 5–5 | Valerija Zsolobova (RUS) · 2–9              |                   |                   | Pürevdorjiin Orkhon (MGL) · 12–3 | Ajszuluu Tinibekova (KGZ) · 8–5 |                   |          |

## Cselgáncs
Férfi
| Versenyző   | Versenyszám | Selejtező         | 32-es főtábla                        | Nyolcaddöntő      | Negyeddöntő       | Elődöntő          | Vigaszág elődöntő | Bronz- mérkőzés   | Döntő             | Helyezés |
| Versenyző   | Versenyszám | Ellenfél Eredmény | Ellenfél Eredmény                    | Ellenfél Eredmény | Ellenfél Eredmény | Ellenfél Eredmény | Ellenfél Eredmény | Ellenfél Eredmény | Ellenfél Eredmény | Helyezés |
| ----------- | ----------- | ----------------- | ------------------------------------ | ----------------- | ----------------- | ----------------- | ----------------- | ----------------- | ----------------- | -------- |
| Avtar Singh | Középsúly   | erőnyerő          | Popole Misenga (ROT) · 000(2)–001(0) | kiesett           | kiesett           | kiesett           |                   |                   |                   | 17.      |

## Evezés
Férfi
| Versenyző            | Versenyszám  | Előfutam | Előfutam | Vigaszág | Vigaszág | Negyeddöntő | Negyeddöntő | Elődöntő | Elődöntő | Elődöntő | Döntő | Döntő   | Döntő | Helyezés |
| Versenyző            | Versenyszám  | Idő      | Hely.    | Idő      | Hely.    | Idő         | Hely.       | Típus    | Idő      | Hely.    | Típus | Idő     | Hely. | Helyezés |
| -------------------- | ------------ | -------- | -------- | -------- | -------- | ----------- | ----------- | -------- | -------- | -------- | ----- | ------- | ----- | -------- |
| Dattu Baban Bhokanal | Egypárevezős | 7:21,67  | 3.       | erőnyerő | erőnyerő | 6:59,89     | 4.          | C/D      | 7:19,02  | 2.       | C     | 6:54,96 | 1.    | 13.      |

## Golf
| Versenyző      | Versenyszám  | 1. forduló | 1. forduló | 2. forduló | 2. forduló | 3. forduló | 3. forduló | 4. forduló | 4. forduló | Összesen | Összesen | Összesen |
| Versenyző      | Versenyszám  | Pont       | Par        | Pont       | Par        | Pont       | Par        | Pont       | Par        | Pontszám | Par      | Helyezés |
| -------------- | ------------ | ---------- | ---------- | ---------- | ---------- | ---------- | ---------- | ---------- | ---------- | -------- | -------- | -------- |
| Shiv Chawrasia | Férfi egyéni | 71         | 0          | 71         | 0          | 69         | −2         | 78         | +7         | 289      | +5       | 50.      |
| Anirban Lahiri | Férfi egyéni | 74         | +3         | 73         | +2         | 75         | +4         | 72         | +1         | 294      | +10      | 57.      |
| Aditi Ashok    | Női egyéni   | 68         | −3         | 68         | −3         | 79         | +8         | 76         | +5         | 291      | +7       | 41.      |

## Gyeplabda

### Férfi
| Indiai férfi gyeplabdacsapat-játékoskeret | Indiai férfi gyeplabdacsapat-játékoskeret |
| --- | --- |
| - Chinglensana Kangujam - Surender Kumar - Dánish Mudzstaba - Raghunáth Vokkaliga Rámacsandra - Szrídzses Parattu Ravíndran (C) - Akashdeep Singh - Harmanpreet Singh - Kothajit Singh | - Manaprít Szingh - Ramandeep Singh - Rupinder Pal Singh - Szardár Szingh - Nikkin Thimmaiah - Szuníl Szovmarpet Vitalacsarja - Uthappa Szannuvanda Kusalappa - Devindar Walmiki |

#### Eredmények
Csoportkör
B csoport
| Csapat            | M | Gy | D | V | G+ | G– | Gk  | P  |
| ----------------- | - | -- | - | - | -- | -- | --- | -- |
| Németország (GER) | 5 | 4  | 1 | 0 | 17 | 10 | +7  | 13 |
| Hollandia (NED)   | 5 | 3  | 1 | 1 | 18 | 6  | +12 | 10 |
| Argentína (ARG)   | 5 | 2  | 2 | 1 | 14 | 12 | +2  | 8  |
| India (IND)       | 5 | 2  | 1 | 2 | 9  | 9  | 0   | 7  |
| Írország (IRL)    | 5 | 1  | 0 | 4 | 10 | 16 | –6  | 3  |
| Kanada (CAN)      | 5 | 0  | 1 | 4 | 7  | 22 | –15 | 1  |

| 2016. augusztus 6. 11:00 (16:00) | India (IND)                         | 3–2         | Írország (IRL)           | Játékvezetők: Murray Grime (AUS) Paco Vázquez (ESP) |
| 2016. augusztus 6. 11:00 (16:00) | Raghunáth 15+' · Ru. Singh 27', 49' | Jegyzőkönyv | Shimmins 45' · Harte 56' | Játékvezetők: Murray Grime (AUS) Paco Vázquez (ESP) |

| 2016. augusztus 8. 11:00 (16:00) | Németország (GER)     | 2–1         | India (IND)   | Játékvezetők: Tim Pullman (AUS) Martin Madden (GBR) |
| 2016. augusztus 8. 11:00 (16:00) | Wellen 18' · Rühr 60' | Jegyzőkönyv | Ru. Singh 23' | Játékvezetők: Tim Pullman (AUS) Martin Madden (GBR) |

| 2016. augusztus 9. 11:00 (16:00) | Argentína (ARG) | 1–2         | India (IND)                | Játékvezetők: Paco Vázquez (ESP) Simon Taylor (NZL) |
| 2016. augusztus 9. 11:00 (16:00) | Peillat 49'     | Jegyzőkönyv | Kangujam 8' · K. Singh 35' | Játékvezetők: Paco Vázquez (ESP) Simon Taylor (NZL) |

| 2016. augusztus 11. 10:00 (15:00) | Hollandia (NED)                  | 2–1         | India (IND)   | Játékvezetők: Murray Grime (AUS) Martin Madden (GBR) |
| 2016. augusztus 11. 10:00 (15:00) | Hofman 35' · Van der Weerden 54' | Jegyzőkönyv | Raghunáth 38' | Játékvezetők: Murray Grime (AUS) Martin Madden (GBR) |

| 2016. augusztus 12. 12:30 (17:30) | India (IND)                  | 2–2         | Kanada (CAN)    | Játékvezetők: Nathan Stagno (GBR) Adam Kearns (AUS) |
| 2016. augusztus 12. 12:30 (17:30) | A. Singh 33' · Ra. Singh 41' | Jegyzőkönyv | Tupper 33', 52' | Játékvezetők: Nathan Stagno (GBR) Adam Kearns (AUS) |

Negyeddöntő
| 2016. augusztus 14. 12:30 (17:30) | Belgium (BEL)               | 3–1         | India (IND)  |  |
| 2016. augusztus 14. 12:30 (17:30) | Dockier 34', 45' · Boon 50' | Jegyzőkönyv | A. Singh 15' |  |

| Csapat      | Helyezés |
| ----------- | -------- |
| India (IND) | 8.       |

### Női
| Indiai női gyeplabdacsapat-játékoskeret                                                                                 | Indiai női gyeplabdacsapat-játékoskeret                                                                                                |
| --- | --- |
| - Preeti Dubey - Deep Ekka - Vandana Katariya - Navjot Kaur - Sunita Lakra - Monika Malik - Lilima Minz - Nikki Pradhan | - Sushila Pukhrambam (C) - Savita Punia - Rani Rampal - Poonam Rani - Deepika Thakur - Anuradha Thokchom - Namita Toppo - Renuka Yadav |

#### Eredmények
Csoportkör
B csoport
| Csapat                 | M | Gy | D | V | G+ | G– | Gk  | P  |
| ---------------------- | - | -- | - | - | -- | -- | --- | -- |
| Nagy-Britannia (GBR)   | 5 | 5  | 0 | 0 | 12 | 4  | +8  | 15 |
| Egyesült Államok (USA) | 5 | 4  | 0 | 1 | 14 | 5  | +9  | 12 |
| Ausztrália (AUS)       | 5 | 3  | 0 | 2 | 11 | 5  | +6  | 9  |
| Argentína (ARG)        | 5 | 2  | 0 | 3 | 12 | 6  | +6  | 6  |
| Japán (JPN)            | 5 | 0  | 1 | 4 | 3  | 16 | –13 | 1  |
| India (IND)            | 5 | 0  | 1 | 4 | 3  | 19 | –16 | 1  |

| 2016. augusztus 7. 11:00 (16:00) | Japán (JPN)                 | 2–2         | India (IND)         | Játékvezetők: Kylie Seymour (AUS) Kelly Hudson (NZL) |
| 2016. augusztus 7. 11:00 (16:00) | Nisikori 15' · Nakasima 28' | Jegyzőkönyv | Rani 31' · Minz 40' | Játékvezetők: Kylie Seymour (AUS) Kelly Hudson (NZL) |

| 2016. augusztus 8. 18:00 (23:00) | India (IND) | 0–3         | Nagy-Britannia (GBR)                | Játékvezetők: Chieko Soma (JPN) Amy Baxter (USA) |
| 2016. augusztus 8. 18:00 (23:00) |             | Jegyzőkönyv | Ansley 25' · White 27' · Danson 33' | Játékvezetők: Chieko Soma (JPN) Amy Baxter (USA) |

| 2016. augusztus 10. 11:00 (16:00) | India (IND)  | 1–6         | Ausztrália (AUS)                                                    | Játékvezetők: Soledad Iparraguiree (ARG) Sarah Wilson (GBR) |
| 2016. augusztus 10. 11:00 (16:00) | Thokchom 60' | Jegyzőkönyv | Slattery 5' · Morgan 9' · Claxton 35' · Parker 36' · Kenny 43', 46' | Játékvezetők: Soledad Iparraguiree (ARG) Sarah Wilson (GBR) |

| 2016. augusztus 11. 19:30 (00:30) | Egyesült Államok (USA)            | 3–0         | India (IND) | Játékvezetők: Melissa Trivic (AUS) Chieko Soma (JPN) |
| 2016. augusztus 11. 19:30 (00:30) | O'Donnell 14', 42' · Gonzalez 52' | Jegyzőkönyv |             | Játékvezetők: Melissa Trivic (AUS) Chieko Soma (JPN) |

| 2016. augusztus 13. 10:00 (15:00) | Argentína (ARG)                                                   | 5–0         | India (IND) | Játékvezetők: Chieko Soma (JPN) Sarah Wilson (GBR) |
| 2016. augusztus 13. 10:00 (15:00) | Cavallero 16', 29' · Granatto 23' · Rebecchi 26' · Albertario 27' | Jegyzőkönyv |             | Játékvezetők: Chieko Soma (JPN) Sarah Wilson (GBR) |

| Csapat      | Helyezés |
| ----------- | -------- |
| India (IND) | 12.      |

## Íjászat
Férfi
| Versenyző | Versenyszám | Selejtező | Selejtező | 64-es főtábla                      | 32-es főtábla                   | Nyolcaddöntő                                | Negyeddöntő       | Elődöntő          | Döntő             | Helyezés |
| Versenyző | Versenyszám | Pont      | Kiemelés  | Ellenfél Eredmény                  | Ellenfél Eredmény               | Ellenfél Eredmény                           | Ellenfél Eredmény | Ellenfél Eredmény | Ellenfél Eredmény | Helyezés |
| --------- | ----------- | --------- | --------- | ---------------------------------- | ------------------------------- | ------------------------------------------- | ----------------- | ----------------- | ----------------- | -------- |
| Atanu Das | Egyéni      | 683       | 5.        | Jitbahadur Muktan (NEP)(60.) · 6-0 | Adrián Puentes (CUB)(37.) · 6-4 | I Szungjun (Lee Seung-yun) (KOR)(12.) · 4-6 | kiesett           | kiesett           | kiesett           | 9.       |

Női
| Versenyző                                  | Versenyszám | Selejtező | Selejtező | 64-es főtábla                      | 32-es főtábla                               | Nyolcaddöntő                                                                       | Negyeddöntő                                                                               | Elődöntő          | Döntő             | Helyezés |
| Versenyző                                  | Versenyszám | Pont      | Kiemelés  | Ellenfél Eredmény                  | Ellenfél Eredmény                           | Ellenfél Eredmény                                                                  | Ellenfél Eredmény                                                                         | Ellenfél Eredmény | Ellenfél Eredmény | Helyezés |
| ------------------------------------------ | ----------- | --------- | --------- | ---------------------------------- | ------------------------------------------- | ---------------------------------------------------------------------------------- | ----------------------------------------------------------------------------------------- | ----------------- | ----------------- | -------- |
| Laisrám Dévi                               | Egyéni      | 638       | 24.       | Laurence Baldauff (AUT)(41.) · 6-2 | Lin Si-csia (Lin Shih-chia) (TPE)(9.) · 6-2 | Alejandra Valencia (MEX)(8.) · 2-6                                                 | kiesett                                                                                   | kiesett           | kiesett           | 9.       |
| Dipika Kumári                              | Egyéni      | 640       | 20.       | Krisztine Eszebua (GEO)(45.) · 6-4 | Guendalina Sartori (ITA)(13.) · 6-2         | Tan Ja-ting (Tan Ya-Ting) (TPE)(4.) · 0-6                                          | kiesett                                                                                   | kiesett           | kiesett           | 9.       |
| Laxmirani Majhi                            | Egyéni      | 614       | 43.       | Alexandra Longová (SVK)(22.) · 1-7 | kiesett                                     | kiesett                                                                            | kiesett                                                                                   | kiesett           | kiesett           | 33.      |
| Laisrám Dévi Dipika Kumári Laxmirani Majhi | Csapat      | 1892      | 7.        |                                    |                                             | Kolumbia (COL) · Carolina Aguirre · Ana María Rendón · Natalia Sánchez (10.) · 5–3 | Oroszország (RUS) · Tujana Dasidorzsieva · Kszenyija Perova · Inna Sztyepanova (2.) · 4–5 | kiesett           | kiesett           | 6.       |

## Ökölvívás
Férfi
| Versenyző     | Versenyszám  | Selejtező                      | Nyolcaddöntő                       | Negyeddöntő                     | Elődöntő          | Döntő             | Helyezés |
| Versenyző     | Versenyszám  | Ellenfél Eredmény              | Ellenfél Eredmény                  | Ellenfél Eredmény               | Ellenfél Eredmény | Ellenfél Eredmény | Helyezés |
| ------------- | ------------ | ------------------------------ | ---------------------------------- | ------------------------------- | ----------------- | ----------------- | -------- |
| Siva Thápa    | Harmatsúly   | Robeisy Ramírez (CUB) · 0-3    | kiesett                            | kiesett                         | kiesett           | kiesett           | 17.      |
| Manodzs Kumár | Kisváltósúly | Evaldas Petrauskas (LTU) · 2-1 | Fazliddin Gʻoibnazarov (UZB) · 0-3 | kiesett                         | kiesett           | kiesett           | 9.       |
| Krisna Vikász | Középsúly    | Charles Conwell (USA) · 3-0    | Önder Şipal (TUR) · 3-0            | Bektemir Melikuziev (UZB) · 0-3 | kiesett           | kiesett           | 5.       |

## Sportlövészet
Férfi
| Versenyző          | Versenyszám           | Selejtező | Selejtező | Elődöntő | Elődöntő | Döntő   | Döntő    |
| Versenyző          | Versenyszám           | Pont      | Helyezés  | Pont     | Helyezés | Pont    | Helyezés |
| ------------------ | --------------------- | --------- | --------- | -------- | -------- | ------- | -------- |
| Gurpreet Singh     | Gyorstüzelő pisztoly  | 581       | 7.        |          |          | kiesett | kiesett  |
| Gurpreet Singh     | Légpisztoly           | 576       | 20.       |          |          | kiesett | kiesett  |
| Jitu Rai           | Légpisztoly           | 580       | 6.        |          |          | 78,7    | 8.       |
| Jitu Rai           | Szabadpisztoly        | 554       | 12.       |          |          | kiesett | kiesett  |
| Prakash Nanjappa   | Szabadpisztoly        | 547       | 25.       |          |          | kiesett | kiesett  |
| Apinava Bindará    | Légpuska              | 625,7     | 7.        |          |          | 163,8   | 4.       |
| Gagan Narang       | Légpuska              | 621,7     | 23.       |          |          | kiesett | kiesett  |
| Gagan Narang       | Sportpuska, fekvő     | 623,1     | 13.       |          |          | kiesett | kiesett  |
| Gagan Narang       | Sportpuska, összetett | 1162      | 33.       |          |          | kiesett | kiesett  |
| Chain Singh        | Sportpuska, összetett | 1169      | 23.       |          |          | kiesett | kiesett  |
| Chain Singh        | Sportpuska, fekvő     | 619,6     | 36.       |          |          | kiesett | kiesett  |
| Kynan Chenai       | Trap                  | 114       | 19.       | kiesett  | kiesett  | kiesett | kiesett  |
| Manavdzsit Szándhu | Trap                  | 115       | 16.       | kiesett  | kiesett  | kiesett | kiesett  |
| Mairaj Ahmad Khan  | Skeet                 | 121       | 9.        | kiesett  | kiesett  | kiesett | kiesett  |

Női
| Versenyző       | Versenyszám   | Selejtező | Selejtező | Elődöntő | Elődöntő | Döntő   | Döntő    |
| Versenyző       | Versenyszám   | Pont      | Helyezés  | Pont     | Helyezés | Pont    | Helyezés |
| --------------- | ------------- | --------- | --------- | -------- | -------- | ------- | -------- |
| Hina Szidhu     | Légpisztoly   | 380       | 14.       |          |          | kiesett | kiesett  |
| Hina Szidhu     | Sportpisztoly | 576       | 20.       | kiesett  | kiesett  | kiesett | kiesett  |
| Apurvi Chandela | Légpuska      | 411,6     | 34.       |          |          | kiesett | kiesett  |
| Ayonika Paul    | Légpuska      | 403,0     | 47.       |          |          | kiesett | kiesett  |

## Súlyemelés
Férfi
| Versenyző          | Versenyszám | Szakítás | Szakítás | Lökés    | Lökés    | Összesen | Helyezés |
| Versenyző          | Versenyszám | Eredmény | Helyezés | Eredmény | Helyezés | Összesen | Helyezés |
| ------------------ | ----------- | -------- | -------- | -------- | -------- | -------- | -------- |
| Sathish Sivalingam | 77 kg       | 148      | 12.      | 181      | 11.      | 329      | 11.      |

Női
| Versenyző             | Versenyszám | Szakítás | Szakítás | Lökés                    | Lökés                    | Összesen | Helyezés |
| Versenyző             | Versenyszám | Eredmény | Helyezés | Eredmény                 | Helyezés                 | Összesen | Helyezés |
| --------------------- | ----------- | -------- | -------- | ------------------------ | ------------------------ | -------- | -------- |
| Chanu Saikhom Mirabai | 48 kg       | 82       | 6.       | érvényes kísérlet nélkül | érvényes kísérlet nélkül | kiesett  | kiesett  |

## Tenisz
Férfi
| Versenyző                    | Versenyszám | 32-es főtábla                                                         | Nyolcaddöntő      | Negyeddöntő       | Elődöntő          | Bronz- mérkőzés   | Döntő             | Helyezés |
| Versenyző                    | Versenyszám | Ellenfél Eredmény                                                     | Ellenfél Eredmény | Ellenfél Eredmény | Ellenfél Eredmény | Ellenfél Eredmény | Ellenfél Eredmény | Helyezés |
| ---------------------------- | ----------- | --------------------------------------------------------------------- | ----------------- | ----------------- | ----------------- | ----------------- | ----------------- | -------- |
| Róhan Bópanna Lijendar Pedzs | Páros       | Lengyelország (POL) · Łukasz Kubot · Marcin Matkowski · 4-6, 6-7(6–8) | kiesett           | kiesett           | kiesett           | kiesett           | kiesett           | 17.      |

Női
| Versenyző                        | Versenyszám | 32-es főtábla                                                                       | Nyolcaddöntő      | Negyeddöntő       | Elődöntő          | Bronz- mérkőzés   | Döntő             | Helyezés |
| Versenyző                        | Versenyszám | Ellenfél Eredmény                                                                   | Ellenfél Eredmény | Ellenfél Eredmény | Ellenfél Eredmény | Ellenfél Eredmény | Ellenfél Eredmény | Helyezés |
| -------------------------------- | ----------- | ----------------------------------------------------------------------------------- | ----------------- | ----------------- | ----------------- | ----------------- | ----------------- | -------- |
| Szánija Mirza Prarthana Thombare | Páros       | Kína (CHN) · Csang Suaj (Zhang Shuai) · Peng Suaj (Peng Shuai) · 6-7(6–8), 7-5, 5-7 | kiesett           | kiesett           | kiesett           | kiesett           | kiesett           | 17.      |

Vegyes
| Versenyző                   | Versenyszám | Nyolcaddöntő                                               | Negyeddöntő                                                    | Elődöntő                                                                  | Bronz- mérkőzés                                               | Döntő             | Helyezés |
| Versenyző                   | Versenyszám | Ellenfél Eredmény                                          | Ellenfél Eredmény                                              | Ellenfél Eredmény                                                         | Ellenfél Eredmény                                             | Ellenfél Eredmény | Helyezés |
| --------------------------- | ----------- | ---------------------------------------------------------- | -------------------------------------------------------------- | ------------------------------------------------------------------------- | ------------------------------------------------------------- | ----------------- | -------- |
| Róhan Bópanna Szánija Mirza | Páros       | Ausztrália (AUS) · John Peers · Samantha Stosur · 7-5, 6-4 | Nagy-Britannia (GBR) · Andy Murray · Heather Watson · 6-4, 6-4 | Egyesült Államok (USA) · Rajeev Ram · Venus Williams · 6-2, 2-6, [3]–[10] | Csehország (CZE) · Lucie Hradecká · Radek Štěpánek · 1-6, 5-7 |                   | 4.       |

## Tollaslabda
| Versenyző                     | Versenyszám | Csoportkör | Csoportkör | Nyolcaddöntő                                  | Negyeddöntő                                   | Elődöntő                            | Bronz- mérkőzés   | Döntő                                      | Helyezés |
| Versenyző                     | Versenyszám | Ellenfél Eredmény | Hely.      | Ellenfél Eredmény                             | Ellenfél Eredmény                             | Ellenfél Eredmény                   | Ellenfél Eredmény | Ellenfél Eredmény                          | Helyezés |
| ----------------------------- | ----------- | --- | ---------- | --------------------------------------------- | --------------------------------------------- | ----------------------------------- | ----------------- | ------------------------------------------ | -------- |
| Srikanth Kidambi              | Férfi egyes | H csoport · Lino Muñoz (MEX) · 21–11, 21–17 · Henri Hurskainen (SWE) · 21–6, 21–18 | 1.         | Jan Østergaard Jørgensen (DEN) · 21–19, 21–19 | Lin Tan (Lin Dan) (CHN) · 6–21, 21–11, 18–21  | kiesett                             | kiesett           | kiesett                                    | 5.       |
| Manu Attri B. Sumeeth Reddy   | Férfi páros | D csoport · Indonézia (INA) · Muhammad Ahsan · Hendra Setiawan · 18–21, 13–21 · Kína (CHN) · Chai Biao · Hong Wei · 13–21, 15–21 · Japán (JPN) · Hiroyuki Endo · Kenichi Hayakawa · 23–21, 21–11                                 | 4.         |                                               | kiesett                                       | kiesett                             | kiesett           | kiesett                                    | 13.      |
| Sájna Nehavál                 | Női egyes   | G csoport · Lohaynny Vicente (BRA) · 21–17, 21–17 · Marija Ulitina (UKR) · 18–21, 19–21 | 2.         | kiesett                                       | kiesett                                       | kiesett                             | kiesett           | kiesett                                    | 14.      |
| Pusarla Sindhu                | Női egyes   | M csoport · Sárosi Laura (HUN) · 21–8, 21–9 · Michelle Li (CAN) · 19–21, 21–15, 21–17 | 1.         | Tai Tzu-Ying (TPE) · 21–13, 21–15             | Vang Ji-han (Wang Yihan) (CHN) · 22–20, 21–19 | Okuhara Nozomi (JPN) · 21–19, 21–10 |                   | Carolina Marín (ESP) · 21–19, 12–21, 15–21 |          |
| Dzsvála Gutta Ásvini Ponnappa | Női páros   | A csoport · Japán (JPN) · Macutomo Miszaki · Takahasi Ajaka · 15–21, 10–21 · Hollandia (NED) · Eefje Muskens · Selena Piek · 16–21, 21–16, 17–21 · Thaiföld (THA) · Puttita Supajirakul · Sapsiree Taerattanachai · 17–21, 15–21 | 4.         |                                               | kiesett                                       | kiesett                             | kiesett           | kiesett                                    | 13.      |

## Torna
Női
| Versenyző     | Versenyszám      | Selejtező | Selejtező | Döntő    | Döntő    |
| Versenyző     | Versenyszám      | Pontszám  | Helyezés  | Pontszám | Helyezés |
| ------------- | ---------------- | --------- | --------- | -------- | -------- |
| Dipa Karmakar | Talaj            | 12,033    | 75.       | kiesett  | kiesett  |
| Dipa Karmakar | Ugrás            | 14,850    | 8.        | 15,066   | 4.       |
| Dipa Karmakar | Felemás korlát   | 11,666    | 77.       | kiesett  | kiesett  |
| Dipa Karmakar | Gerenda          | 12,866    | 65.       | kiesett  | kiesett  |
| Dipa Karmakar | Egyéni összetett | 51,665    | 51.       | kiesett  | kiesett  |

## Úszás
Férfi
| Versenyző     | Versenyszám    | Előfutam | Előfutam | Előfutam | Elődöntő | Elődöntő | Elődöntő | Döntő   | Döntő    |
| Versenyző     | Versenyszám    | Idő      | Hely.    | Össz.    | Idő      | Hely.    | Össz.    | Idő     | Helyezés |
| ------------- | -------------- | -------- | -------- | -------- | -------- | -------- | -------- | ------- | -------- |
| Sajan Prakash | 200 m pillangó | 1:59,37  | 4.       | 28.      | kiesett  | kiesett  | kiesett  | kiesett | kiesett  |

Női
| Versenyző       | Versenyszám | Előfutam | Előfutam | Előfutam | Elődöntő | Elődöntő | Elődöntő | Döntő   | Döntő    |
| Versenyző       | Versenyszám | Idő      | Hely.    | Össz.    | Idő      | Hely.    | Össz.    | Idő     | Helyezés |
| --------------- | ----------- | -------- | -------- | -------- | -------- | -------- | -------- | ------- | -------- |
| Shivani Kataria | 200 m gyors | 2:09,30  | 2.       | 41.      | kiesett  | kiesett  | kiesett  | kiesett | kiesett  |